# Lichnia limbata
Lichnia limbata är en skalbaggsart som beskrevs av Wilhelm Ferdinand Erichson 1835. Lichnia limbata ingår i släktet Lichnia och familjen Glaphyridae. Inga underarter finns listade i Catalogue of Life.